# بهمن مهری

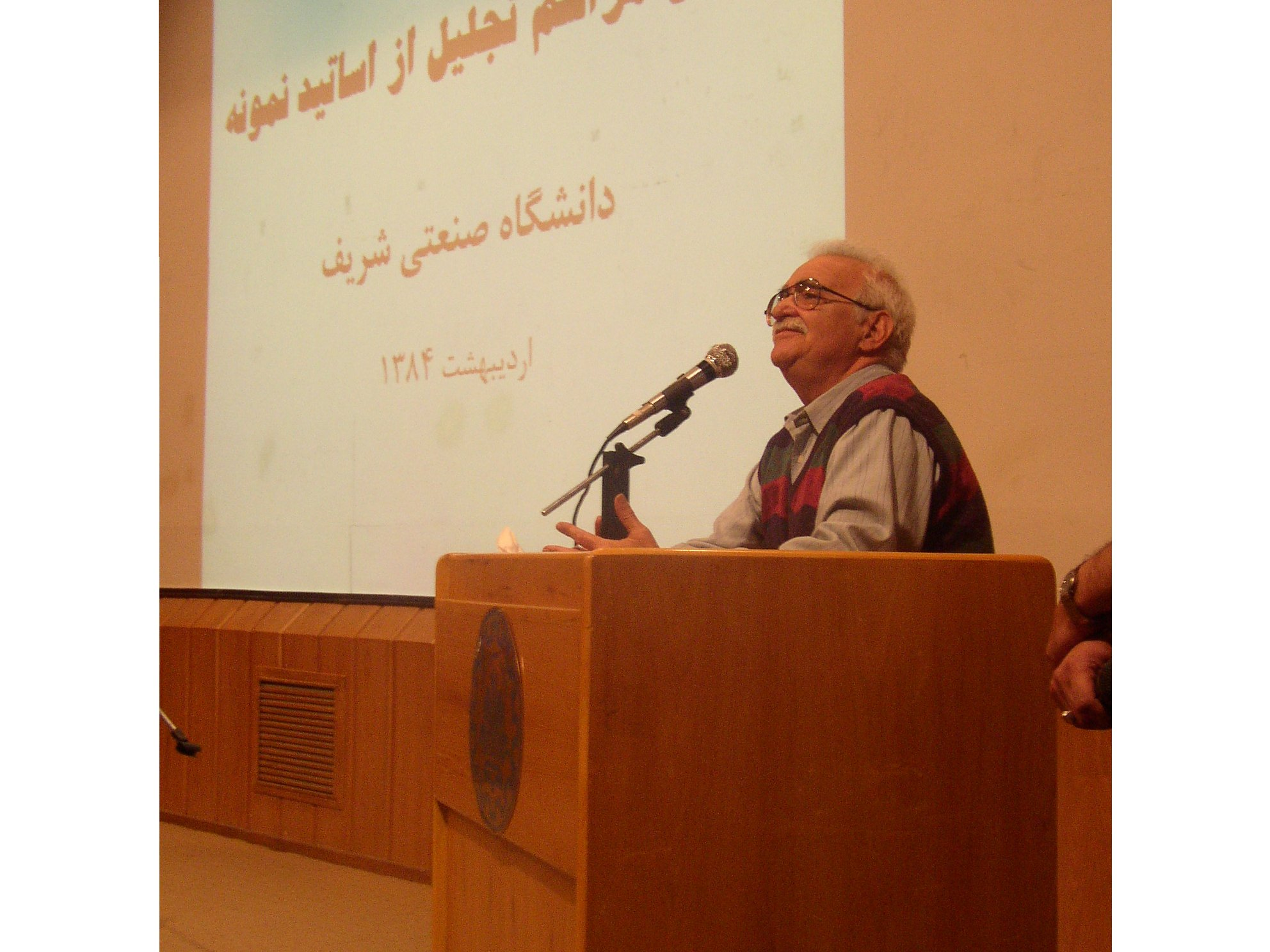
بهمن مهری، در مراسم تجلیل از استادان نمونه، اردیبهشت ۱۳۸۴، دانشگاه صنعتی شریف

بهمن مهری استاد دانشکده علوم ریاضی دانشگاه صنعتی شریف و مرکز تحصیلات تکمیلی در علوم پایه زنجان است.
او در سال ۱۳۱۴ در اصفهان متولد شد. او فرزند میرزا محمدعلی مهری، معلم دبستان‌های رشت است. پدر او مسایل حساب را از کتاب‌های روسی به فارسی برمی‌گرداند. او همچنین جزء بنیان‌گذاران و هیئت علمی دانشگاه غیاث‌الدین جمشید کاشانی واقع در آبیک است. او در سال ۱۳۸۱ به عنوان چهرهٔ ماندگار ریاضیات ایران معرفی شد.

## زندگی

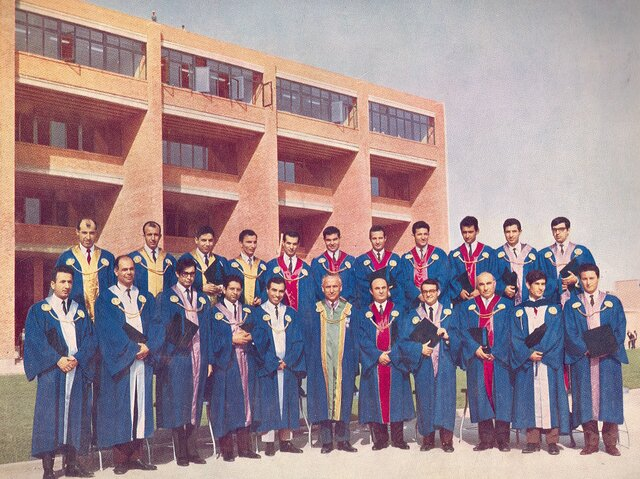

پدر بهمن مهری در مدارس رشت ریاضی تدریس می‌کرد و از فعالان نهضت جنگل بود. پس از شکست نهضت، به اصفهان تبعید شد و بهمن مهری در اصفهان به دنیا آمد.
مهری لیسانس خود را از دانشگاه تهران و دکترای خود را از دانشگاه ویسکانسین گرفت. زمینهٔ تحقیقات او معادلات دیفرانسیل معمولی و معادلات دیفرانسیل پاره‌ای (جزئی) است.
در طبقهٔ همکف دانشکدهٔ ریاضی دانشگاه شریف، تالاری را به افتخار او تالار «دکتر بهمن مهری» نام نهاده‌اند. مراسم تجلیل از او در سال ۱۳۹۵ توسط بنیاد نخبگان استان گیلان با همکاری دفتر الگوسازی و تکریم نخبگان بنیاد ملی نخبگان در تالار شهید کریمی دانشکده علوم ریاضی دانشگاه گیلان (زادگاهش) با حضور جمعی از مسئولان، شاگردان وی و استعدادهای برتر بنیاد ملی نخبگان برگزار شد.